# Bad Oldesloe
Bad Oldesloe (dolnoniem. Bad Oschloe) – miasto powiatowe w Niemczech w kraju związkowym Szlezwik-Holsztyn, siedziba powiatu Stormarn oraz urzędu Bad Oldesloe-Land. W 2012 r. liczyło 24 448 mieszkańców.

## Osoby urodzone w Bad Oldesloe
- Dietrich Buxtehude (przypuszczalnie)[2][3] - organista i kompozytor epoki baroku
- Hermann Olshausen - teolog
- Julia Görges - tenisistka
- Rouwen Hennings - piłkarz

## Współpraca międzynarodowa
- Be’er Ja’akow, Izrael
- Kołobrzeg, Polska
- Olivet, Francja